# Wrap Your Troubles in Dreams
Wrap Your Troubles In Dreams è il terzo album dei The 69 Eyes pubblicato nel 1997 sotto l'etichetta Gaga Goodies/Poko Rekords.

## Tracce
1. Call Me (feat. Ville Valo) (cover del brano dei Blondie) – 3:50
2. D.I.D. – 2:57
3. Broken Man (feat. Ville Valo) – 3:04
4. Get Around – 3:05
5. Too Much to Lose – 3:03
6. Sore Loser – 4:03
7. Skanky Man – 3:54
8. Wrap Your Trubles in Dreams – 4:51
9. Hellcity 1999 – 3:16
10. Turbobitch – 3:33
11. L8R S8N – 4:24

## Formazione
- Jyrki 69 – voce
- Bazie – chitarra
- Timo-Timo – chitarra
- Archzie – basso
- Jussi 69 – batteria